# Bukidnon
Bukidnon est une province des Philippines.

## Villes et municipalités
Municipalités
- Baungon
- Cabanglasan
- Damulog
- Dangcagan
- Don Carlos
- Impasug-ong
- Kadingilan
- Kalilangan
- Kibawe
- Kitaotao
- Lantapan
- Libona
- Malitbog
- Manolo Fortich
- Maramag
- Pangantucan
- Quezon
- San Fernando
- Sumilao
- Talakag

Villes
- Malaybalay
- Valencia